# Ostravar Aréna
De Ostravar Aréna is een multifunctioneel overdekt stadion in de Tsjechische stad Ostrava. Het stadion, vernoemd naar de lokale bierbrouwer Ostravar, wordt vooral gebruikt voor de thuiswedstrijden van de ijshockeyclub HC Vítkovice Ridera, maar ook concerten en tenniswedstrijden vinden in het stadion plaats. 500 meter ten oosten van het stadion ligt het voetbal- en atletiekstadion Městský stadion v Ostravě-Vítkovicích.

## Naamswijzigingen
- 1986 – Palác kultury a sportu
- 2004 – ČEZ Aréna
- 2015 – Ostrava Aréna
- 2016 – Ostravar Aréna